# Guido Morini
Guido Morini (né à Milan en 1959) est un pianiste, organiste, claveciniste, musicologue et compositeur italien.

## Biographie
Guido Morini interprète des œuvres baroques anciennes dans l'ensemble Accordone, avec le chanteur Marco Beasley,,. Beasley est également le librettiste de son Una Odissea, composée en 2001. Son cycle Vivifice Spiritus Vitae Vis 2005 est constitué de textes de la Vulgate.

## Discographie

### Propres compositions ou arrangements
- Improvisando - Il jazz del Cinquecento. Paolo Pandolfo, Guido Morini, Thomas Boysen et al. GCD P30409 (Glossa)
- Una Odissea (Marco Beasley, Guido Morini - Accordone & Netherlands Wind Ensemble ) (2002, NBELive)
- Vivifice spiritus vitae vis ("Servabo") (Marco Beasley, Guido Morini - Accordone) (2004, Cypres)
- Una Iliade (Marco Beasley, Guido Morini - Netherlands Wind Ensemble & Hilliard Ensemble ) (2009, NBELive)

### Performance de musique ancienne
- Accordone - "Via Toledo" - Tarantelle e Canzoni alla Napolitana. ORF
- Accordone I Vox clamans ORF
- Accordone II L'Amore Ostinato ORF
- Accordone III Il sogno ORF
- Accordone IV Surprise ORF
- Trigonale 2003. Accordone (Alfio Antico, Marco Beasley, Guido Morini). Édition ORF Alte Musik, ORF-CD 364.
- Il salotto Napolitane Accordone ORF
- Su Leva, alza le ciglia! Frottole, Accordone. Festival Live "Italia Mia" ORF
- Simone Balsamino, Novellette et Madrigali. Diego Fasolis, Vanitas Ensemble, Guido Morini, (Dynamique)
- La Bella Noeva (Marco Beasley, Guido Morini - Accordone) (2003, Alpha)
- Le Frottole (Marco Beasley, Guido Morini - Accordone) (2005, Cypres)
- Recitar Cantando (Marco Beasley, Guido Morini - Accordone) (2006, Cypres)
- Il settecento Napoletano (Marco Beasley, Guido Morini - Accordone) (2007, Cypres)
- Fra 'Diavolo (Marco Beasley, Guido Morini, Pino de Vittorio - Accordone) (2010, Arcana)
- Cantate Deo (un tenori dû) ( Marco Beasley / Guido Morini / Accordone) (2013, Alpha)
- Vivifice spiritus vitae vis (Marco Beasley / Guido Morini / Accordone) (2014, Cypres)